# Filippo Parodi
Filippo Parodi, italijanski baročni kipar, * 1630, Genova, † 22. julij 1702.